# Condé-sur-Vesgre
Pour les articles homonymes, voir Condé et Vesgre (homonymie).
Condé-sur-Vesgre [kɔ̃de syʁ vɛɡʁ]  est une commune française située dans le département des Yvelines en région Île-de-France.

## Géographie

### Situation
La commune de Condé-sur-Vesgre est située dans l'ouest médian du département, en limite ouest du massif forestier de Rambouillet, à l'est d'une plaine légèrement vallonnée et boisée qui confine le nord de la plaine de Beauce, le Pays houdanais.

### Hydrographie
La commune est arrosée par la Vesgre, petite rivière affluente de l'Eure, qui coule selon un axe sud-nord, et reçoit juste au nord de la limite communale un petit ruisseau affluent sur sa droite.

### Communes limitrophes
|                                 | Bourdonné        | Gambaiseuil             |
| Boutigny-Prouais (Eure-et-Loir) | Condé-sur-Vesgre | Saint-Léger-en-Yvelines |
| Grandchamp                      | Adainville       | La Boissière-École      |

### Transports et voies de communications

#### Réseau routier
- La route départementale 983 traverse le village menant, vers le nord, à Bourdonné et, au-delà, à Mantes-la-Jolie et, vers le sud-ouest, à Grandchamp et, au-delà, à Nogent-le-Roi dans le département d'Eure-et-Loir. La route départementale 936 qui commence légèrement au nord du village, sur la commune de Bourdonné, l'évite par l'est tout en traversant le hameau jouxtant du Hallier et conduit, vers le sud-est, à Saint-Léger-en-Yvelines, Rambouillet et, au-delà à Saint-Arnoult-en-Yvelines.La RD 983 a un tracé à angle droit dans le village, en ce sens qu'au carrefour central elle constitue les rues nord et ouest alors que la rue vers l'ouest mène à la RD 936 et la rue vers le sud est la route départementale 71 qui mène à Adainville et à La Boissière-École. À seulement 200 mètres dudit carrefour, la route départementale 63 commence et rejoint, en direction du sud-est, la RD 936 dans le hameau du Hallier. Prenant emprise sur la RD 983 dans son tracé vers le sud-ouest, la route départementale 147 commence à environ 300 mètres du carrefour susdit et mène, vers l'ouest, à Boutigny-Prouais.

#### Desserte ferroviaire
La gare SNCF la plus proche est la gare de Houdan à neuf kilomètres au nord.

#### Bus
La commune est desservie par les lignes 15 et Express 60 du réseau de bus Centre et Sud Yvelines.

### Climat
Pour des articles plus généraux, voir Climat de l'Île-de-France et Climat des Yvelines.
En 2010, le climat de la commune est de type climat océanique dégradé des plaines du Centre et du Nord, selon une étude du CNRS s'appuyant sur une série de données couvrant la période 1971-2000. En 2020, Météo-France publie une typologie des climats de la France métropolitaine dans laquelle la commune est dans une zone de transition entre le climat océanique et le climat océanique altéré et est dans la région climatique Sud-ouest du bassin Parisien, caractérisée par une faible pluviométrie, notamment au printemps (120 à 150 mm) et un hiver froid (3,5 °C).
Pour la période 1971-2000, la température annuelle moyenne est de 10,5 °C, avec une amplitude thermique annuelle de 14,4 °C. Le cumul annuel moyen de précipitations est de 652 mm, avec 10,9 jours de précipitations en janvier et 8 jours en juillet. Pour la période 1991-2020, la température moyenne annuelle observée sur la station météorologique la plus proche, située sur la commune de Saint-Léger-en-Yvelines à 8 km à vol d'oiseau, est de 11,0 °C et le cumul annuel moyen de précipitations est de 706,3 mm,. Pour l'avenir, les paramètres climatiques de la commune estimés pour 2050 selon différents scénarios d'émission de gaz à effet de serre sont consultables sur un site dédié publié par Météo-France en novembre 2022.

## Urbanisme

### Typologie
Au 1er janvier 2024, Condé-sur-Vesgre est catégorisée commune rurale à habitat dispersé, selon la nouvelle grille communale de densité à sept niveaux définie par l'Insee en 2022.
Elle est située hors unité urbaine. Par ailleurs la commune fait partie de l'aire d'attraction de Paris, dont elle est une commune de la couronne,. Cette aire regroupe 1 929 communes,.

### Occupation des solssimplifiée
Le territoire de la commune se compose en 2017 de 88,58 % d'espaces agricoles, forestiers et naturels, 5,55 % d'espaces ouverts artificialisés et 5,86 % d'espaces construits artificialisés.

### Hameaux de la commune
- Le Breuil (Le Haut Breuil),
  - la Pillaiserie (ou la Piaiserie),
- le Tabor,
- le Gué Porcherel,
- le Hallier,
- Houel,lLe Village,
- la Christinière,
- la Poterie[Note 2].
- la Vallée Guérin,
- les Brières,
- Poulampont.

## Toponymie
Le nom de la commune, attesté sous les formes Condatum, Condato en 768, ou 771, condedum, Condeium vers 1272, condetum vers 1480,, Condé la poterie au XVIIIe siècle, Condé en 1793, Condé-sur-Vesgre en 1801.
Tous les noms de lieux issus du gaulois condate « confluent », et ils sont nombreux en Île-de-France, désignent des endroits situés près d'un confluent.(...). Avec Condé-sur-Vesgre, bien mentionné Condatum en 768, surgit cependant une difficulté : c'est là où se séparent les deux bras de la Vesgre, il n'y a pas là de confluent avec la Vesgre. Mais qu'en était-il jadis ? Tant de petits cours d'eau se sont asséchés à la suite de défrichements et d'urbanisation.
Bien qu'il n'y ait pas de confluent entre deux rivières distinctes, il est important de constater que six rus viennent se jeter de façon directe ou indirecte dans la Vesgre à proximité de Condé-sur-Vesgre.

## Histoire
Avant l'époque romaine, 1200-1400 av. J.-C., la région est habitée de peuplades carnutes. Une tribu gauloise est vraisemblablement établie autour de la butte du Pinson située à l'ouest du village où un tumulus a été découvert au XIXe siècle. Ce tumulus aurait été surmonté au Moyen Âge d'une motte castrale (fortification de terre et de bois). Le parcellaire étrange qui subsiste aux alentours de la motte de la butte de Montpinçon (Mont-Pinçon, « Pincione Monte ») attesterait qu'il était le centre d'un habitat aujourd'hui déserté.
Le territoire de Condé est traversé par la voie romaine qui reliait autrefois Lutèce à Dreux et dont on voit trace à la Croix Vilpert près de Saint-Léger.
En 557, saint Germain, évêque de Paris, catéchise les habitants de la forêt d'Yveline. L'église lui sera consacrée, il deviendra le saint patron de Condé. En 768, Pépin le Bref cède entre autres domaines, Condé « Condato » à l'abbaye de Saint-Denis. À l'époque carolingienne, une partie de Condé appartient au comté de Madrie. En 1168, Louis VII fait don aux moines de biens situés à Poulampont et au Planet pour encourager la création d'un nouveau monastère. Ils bâtissent la Christinière qui deviendra plus tard dépendance royale. En 1231, la Chesnaye était dépendance du manoir du Planet. En 1248, les seigneuries de Condé, de Montpinçon, du Breuil et de la Charmoye sont rattachées à la châtellenie de Gambais. En 1317, et jusqu'à la Révolution, Condé passera sous l'administration du comté de Montfort.

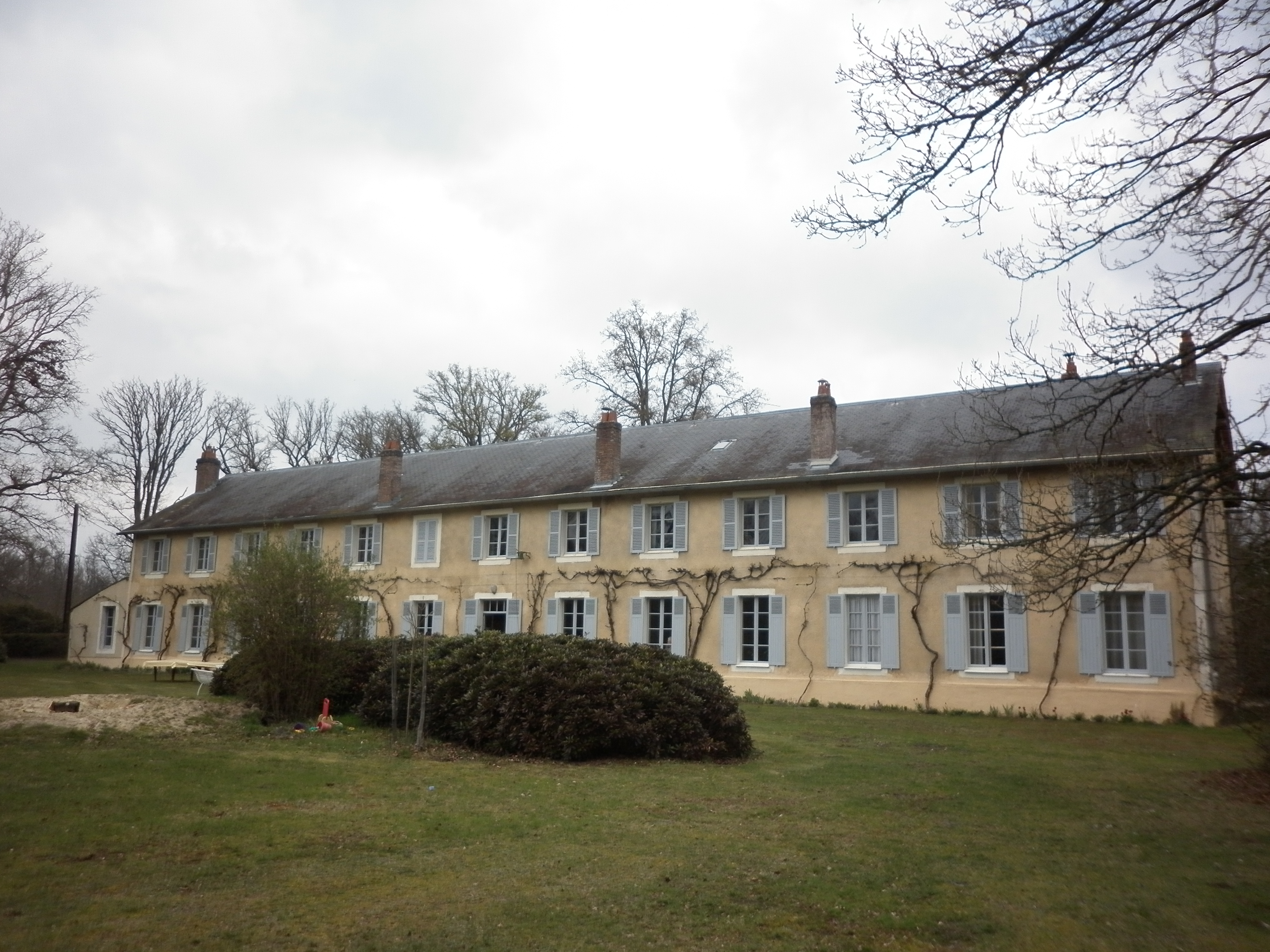
Le bâtiment principal de La Colonie, Condé-sur-Vesgre.

Condé-sur-Vesgre est, à partir de 1832, le lieu d'une importante tentative de mise en pratique de l'idée de phalanstère de Charles Fourier. Ce projet, désigné à présent sous le nom de La Colonie, fonctionne toujours suivant les règles de « ménage sociétaire » établies par les associés en 1850. Elle réunit de nos jours une douzaine de familles, pour la plupart les mêmes que lors du contrat de ménage sociétaire de 1850.
Le 1er octobre 1870, durant la guerre franco-prussienne, une patrouille du 16e hussards de Schleswig-Holstein tentait de se mettre en communication avec le général de Rheinbaben. Entre Saint-Léger-en-Yvelines et Condé-sur-Vesgre, au lieudit les Pins-du-Phalanstère, elle tomba dans une embuscade (l'embuscade des Pins-du-Phalanstère) dressée par des gardes nationaux des communes voisines et des francs-tireurs de Saint-Léger, et elle eut deux cavaliers tués et cinq blessés.
Dans ce pays, couvert de forêts, les paysans s'étaient organisés pour inquiéter l'ennemi, et chaque jour ses fourrageurs étaient reçus à coups de fusil.
Pour mettre fin à cette résistance, le duc de Mecklembourg donna l'ordre à un bataillon du 11e régiment d'infanterie bavarois, sous le commandement du général von der Tann, de faire une battue dans la forêt. Dans la matinée du 2 octobre, les Bavarois cernèrent la commune de Poigny-la-Forêt et se mirent en devoir de fouiller les bois.
Aux abords de l'étang de la Cerisaie, ils égorgèrent froidement deux bergers dans la hutte desquels ils avaient trouvé un vieux fusil, puis ils les suspendirent par les pieds aux arbres de la route, le corps labouré de coups de sabre et les entrailles pendantes.
A Saint-Léger-en-Yvelines, pour venger les pertes essuyées la veille par les hussards, ils pendirent le maire, monsieur Jouanne, par son écharpe à la porte de sa mairie, fusillèrent un garde national et emmenèrent 16 habitants comme otages. Deux de ces malheureux, effrayés, essayent de fuir ; ils sont impitoyablement massacrés,.

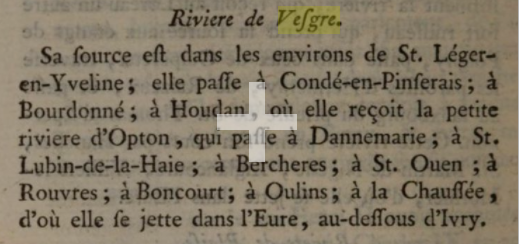
Villages traversés par la Vesgre.

Appelée autrefois Condé-en-Pincerais.
Le Grand Raid. Partis le 26 juillet 1967 du Cap Nord à bord de voitures anciennes sorties du musée de l'automobile de Vatan, une Renault 1907 et une Delaunay-Belleville 1910. Pierre Tairraz, Olivier Turcat, André Guignard et Pierre François Degeorges gagnent Paris, après un voyage de 15 000 km, par Helsinski, Moscou, le Caucase, la Turquie, les Balkans, l'Italie, la France en passant par Condé-sur-Vesgre qu'il atteignent le 7 octobre. « A la sortie de Rambouillet, une escorte de voitures décorées de drapeaux nous prend en charge pour nous accompagner jusqu'à Condé. Le village est pavoisé. Des banderoles à la gloire des mousquetaires sont tendues en travers de la rue ; c'est dans une ambiance de fête que nous arrivons. Accueil spontané et direct c'est-à-dire un accueil vrai. Tout le monde exprime sa joie »

## Politique et administration

### Liste des maires
| Période | Période  | Identité                               | Étiquette | Qualité                               |
| ------- | -------- | -------------------------------------- | --------- | ------------------------------------- |
| 1789    | 1792     | Mauduit                                |           |                                       |
| 1792    | 1795     | Jean Alexandre Clair Arnaud De Clumanc |           | Curé de condé                         |
| 1795    | 1796     | Louis Gilles                           |           |                                       |
| 1796    | 1797     | Louis Hubert                           |           |                                       |
| 1797    | 1799     | Charles Hubert                         |           |                                       |
| 1800    | 1806     | Jean Alexandre Clair Arnaud De Clumanc |           |                                       |
| 1806    | 1806     | Jacques Portas                         |           |                                       |
| 1807    | 1813     | Pierre Gohard                          |           |                                       |
| 1813    | 1817     | Jean Brehant                           |           |                                       |
| 1818    | 1831     | Louis Bailly                           |           |                                       |
| 1831    | 1837     | N... Rousseau                          |           |                                       |
| 1838    | 1851     | Joseph Devay                           |           |                                       |
| 1851    | 1858     | Noël Martin                            |           |                                       |
| 1858    | 1860     | Jean Baptiste Leveau                   |           |                                       |
| 1860    | 1865     | N... Gohard                            |           |                                       |
| 1866    | 1879     | Jacques Martin Dagron                  |           |                                       |
| 1880    | 1888     | Jules Langevin                         |           |                                       |
| 1888    | 1908     | Noël Ange Fosse                        |           |                                       |
| 1908    | 1913     | Albert Aulet                           |           |                                       |
| 1913    | 1920     | Aristide Gohard                        |           |                                       |
| 1920    | 1925     | Edmond Guillin                         |           |                                       |
| 1925    | 1929     | Fertullien Fosse                       |           |                                       |
| 1929    | 1954     | Edouard Lahaye                         |           |                                       |
| 1954    | 1976     | Emile Ramat                            |           |                                       |
| 1976    | 1991     | André Fricker                          |           |                                       |
| 1991    | 2001     | Bernard Junk                           |           |                                       |
| 2001    | En cours | Josette Jean                           | LR        | Retraitée, conseillère départementale |

### Instances administratives et judiciaires
La commune de Condé-sur-Vesgre appartient au canton de Bonnières-sur-Seine et est rattachée à la communauté de communes du pays Houdanais.
Sur le plan électoral, la commune est rattachée à la neuvième circonscription des Yvelines, circonscription à dominante rurale du nord-ouest des Yvelines.
Sur le plan judiciaire, Condé-sur-Vesgre fait partie de la juridiction d’instance de Mantes-la-Jolie et, comme toutes les communes des Yvelines, dépend du tribunal de grande instance ainsi que de tribunal de commerce sis à Versailles,.

### Tendances politiques et résultats
| Scrutin             | Scrutin             | 1er tour | 1er tour  | 1er tour | 1er tour | 1er tour  | 1er tour | 1er tour | 1er tour | 1er tour | 1er tour | 1er tour | 1er tour | 2d tour | 2d tour | 2d tour | 2d tour | 2d tour | 2d tour |
| Scrutin             | Scrutin             | 1er      | 1er       | %        | 2e       | 2e        | %        | 3e       | 3e       | %        | 4e       | 4e       | %        | 1er     | 1er     | %       | 2e      | 2e      | %       |
| ------------------- | ------------------- | -------- | --------- | -------- | -------- | --------- | -------- | -------- | -------- | -------- | -------- | -------- | -------- | ------- | ------- | ------- | ------- | ------- | ------- |
| Présidentielle 2017 | Présidentielle 2017 |          | LR        | 26,82    |          | EM        | 26,19    |          | FN       | 15,79    |          | LFI      | 15,04    |         | EM      | 70,69   |         | FN      | 29,31   |
| Présidentielle 2022 | Présidentielle 2022 |          | LREM      | 30,39    |          | LFI       | 20,35    |          | RN       | 18,05    |          | LR       | 8,14     |         | LREM    | 64,86   |         | RN      | 35,14   |
| Législatives 2022   | 9e                  |          | MoDem-Ens | 28,96    |          | LFI-Nupes | 22,78    |          | RN       | 16,22    |          | LR       | 14,29    |         | MoDem   | 65,27   |         | RN      | 34,73   |
| Législatives 2024   | 9e                  |          | RN        | 31,05    |          | MoDem-Ens | 28,35    |          | PS-NFP   | 20,37    |          | LR       | 12,82    |         | PS      | 54,98   |         | RN      | 45,02   |

## Population et société

### Démographie

#### Évolution démographique
L'évolution du nombre d'habitants est connue à travers les recensements de la population effectués dans la commune depuis 1793. Pour les communes de moins de 10 000 habitants, une enquête de recensement portant sur toute la population est réalisée tous les cinq ans, les populations de référence des années intermédiaires étant quant à elles estimées par interpolation ou extrapolation. Pour la commune, le premier recensement exhaustif entrant dans le cadre du nouveau dispositif a été réalisé en 2005.

En 2022, la commune comptait 1 264 habitants, en évolution de +6,4 % par rapport à 2016 (Yvelines : +2,72 %, France hors Mayotte : +2,11 %).
| 1793 | 1800 | 1806 | 1821 | 1831 | 1836 | 1841 | 1846 | 1851 |
| ---- | ---- | ---- | ---- | ---- | ---- | ---- | ---- | ---- |
| 280  | 308  | 342  | 422  | 369  | 415  | 389  | 433  | 441  |

| 1856 | 1861 | 1866 | 1872 | 1876 | 1881 | 1886 | 1891 | 1896 |
| ---- | ---- | ---- | ---- | ---- | ---- | ---- | ---- | ---- |
| 438  | 421  | 451  | 441  | 425  | 423  | 417  | 402  | 405  |

| 1901 | 1906 | 1911 | 1921 | 1926 | 1931 | 1936 | 1946 | 1954 |
| ---- | ---- | ---- | ---- | ---- | ---- | ---- | ---- | ---- |
| 401  | 415  | 346  | 305  | 301  | 251  | 254  | 284  | 239  |

| 1962 | 1968 | 1975 | 1982 | 1990 | 1999  | 2005  | 2006  | 2010  |
| ---- | ---- | ---- | ---- | ---- | ----- | ----- | ----- | ----- |
| 258  | 261  | 405  | 525  | 828  | 1 038 | 1 036 | 1 039 | 1 139 |

| 2015  | 2020  | 2022  | - | - | - | - | - | - |
| ----- | ----- | ----- | - | - | - | - | - | - |
| 1 155 | 1 255 | 1 264 | - | - | - | - | - | - |

#### Pyramide des âges
En 2018, le taux de personnes d'un âge inférieur à 30 ans s'élève à 34,6 %, soit en dessous de la moyenne départementale (38,0 %). De même, le taux de personnes d'âge supérieur à 60 ans est de 20,5 % la même année, alors qu'il est de 21,7 % au niveau départemental.
En 2018, la commune comptait 612 hommes pour 610 femmes, soit un taux de 50,08 % d'hommes, légèrement supérieur au taux départemental (48,68 %).
Les pyramides des âges de la commune et du département s'établissent comme suit.
| Hommes | Classe d’âge | Femmes |
| ------ | ------------ | ------ |
| 0,8    | 90 ou +      | 0,2    |
| 3,8    | 75-89 ans    | 6,2    |
| 14,1   | 60-74 ans    | 15,8   |
| 26,7   | 45-59 ans    | 22,8   |
| 18,8   | 30-44 ans    | 21,6   |
| 13,8   | 15-29 ans    | 11,2   |
| 21,9   | 0-14 ans     | 22,2   |

| Hommes | Classe d’âge | Femmes |
| ------ | ------------ | ------ |
| 0,6    | 90 ou +      | 1,4    |
| 6      | 75-89 ans    | 7,8    |
| 13,5   | 60-74 ans    | 14,8   |
| 20,7   | 45-59 ans    | 20,1   |
| 19,6   | 30-44 ans    | 19,9   |
| 18,5   | 15-29 ans    | 16,8   |
| 21,2   | 0-14 ans     | 19,2   |

### Enseignement
La commune de Condé-sur-Vesgre possède une école primaire située à côté de la mairie. Elle complète les classes primaires avec l'école primaire d'Adainville et les classes maternelles avec l'école maternelle de Bourdonné.

### Sports
La commune de Condé-sur-Vesgre possède son club de football nommé la Vesgre AS Football. Le club s'entraine sur le stade communal de Condé-sur-Vesgre situé à côté de la salle polyvalente. L'accès au stade est désormais interdit au public en dehors des horaires d'entrainements et de rencontres. La VASF évolue dans le championnat départemental des Yvelines.

## Économie
Les ressources économiques de la commune sont essentiellement rurales.
Une fabrique de faïence est fondée à Condé en 1654. Au XVIIIe siècle, la fabrication des poteries est florissante, le village est appelé Condé la poterie. Dans la plaine aqueuse de la Christinière, on trouve une argile blanche qu'au XIXe siècle on a essayé d'utiliser pour faire de la porcelaine.
Fin XIXe, début XXe siècle, fabrication de balais à Poulampont.

## Culture locale et patrimoine

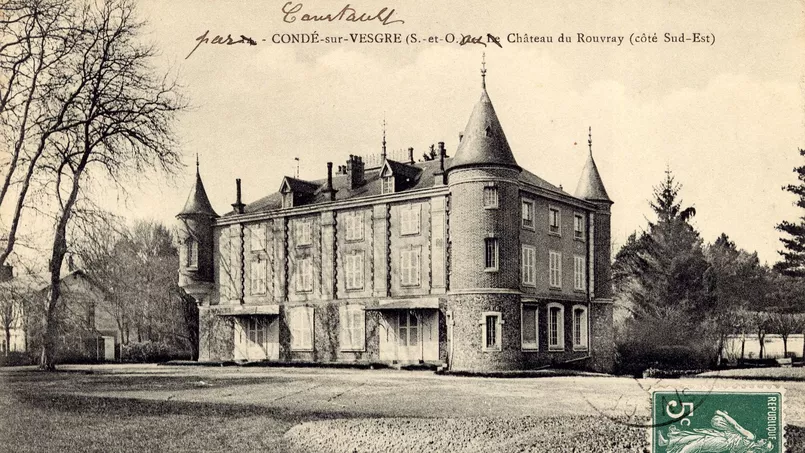
Le château du Rouvray, démoli en 1972.

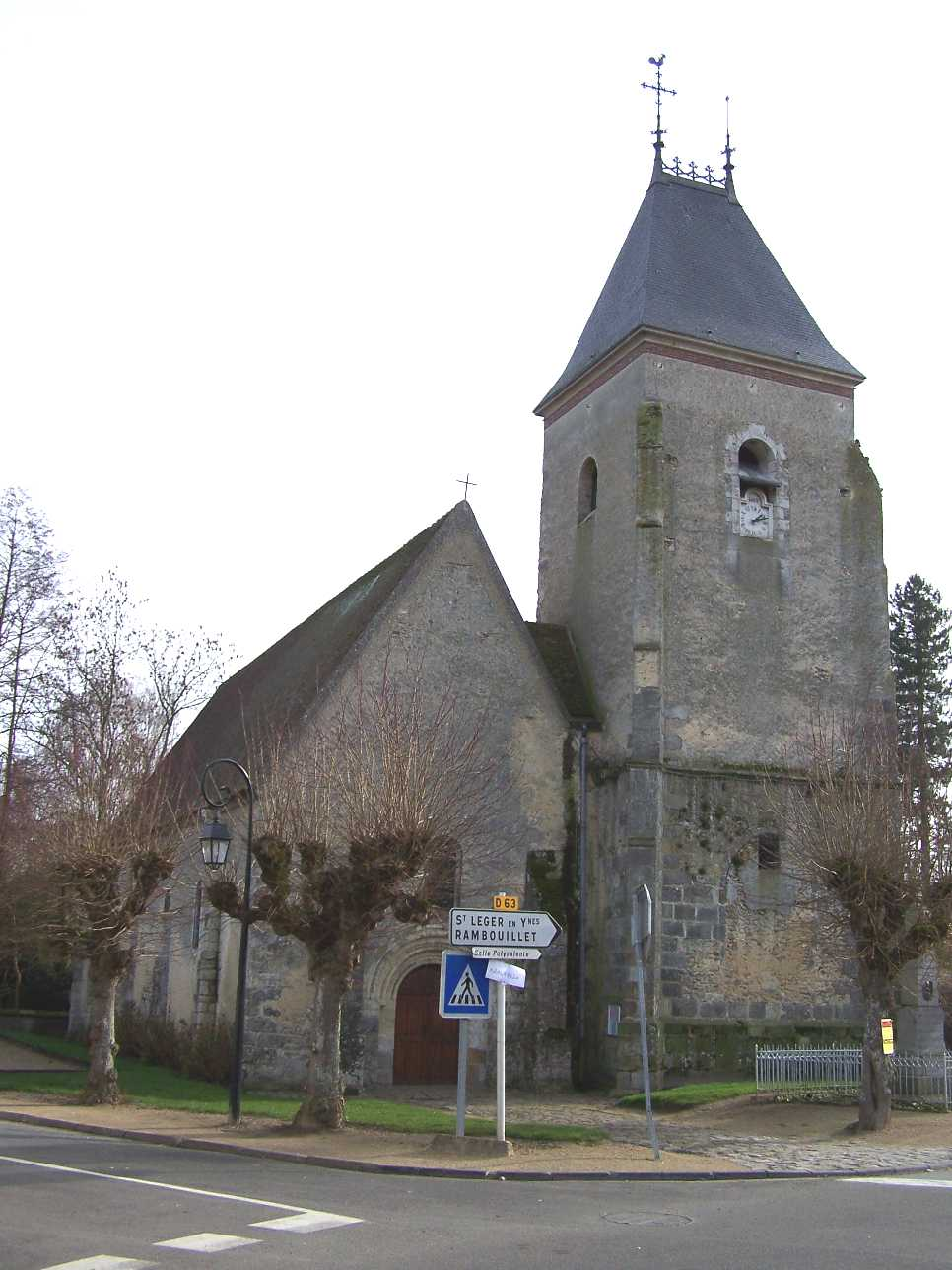
L'église Saint-Germain.

### Lieux et monuments
- L'église paroissiale, placée sous le vocable de Saint Germain, date du XIe siècle[33], mais a, semble-t-il, succédé à un édifice primitif remontant au VIIe siècle[18].
- L'église Saint-Germain-de-Paris contient deux vitraux du XVIe siècle qui ont été classés monuments historiques, l'un en 1909, l'autre en 1975 après restauration. On y trouve une dalle funéraire avec inscription de 1559[34]. La statue de saint Blaise en bois du XVIIe siècle a été volée en 1965.
- Lavoir du XIXe siècle[34].
- Le parc du domaine de la Christinière et le parc du château du Rouvray inscrits en 2003 à l'inventaire du ministère de la Culture. Le château du Rouvray est à l'origine le bâtiment du premier phalanstère de Condé, débuté en 1832 par A. Baudet Dulary et inachevé. Il est transformé en château et des tourelles lui sont ajoutées à la fin du XIXe siècle. Démoli en 1972, il n'en reste aucune trace[35],[36].
- Les moulins de Chesnaie et de la Vesgre[34].

### Personnalités liées à la commune

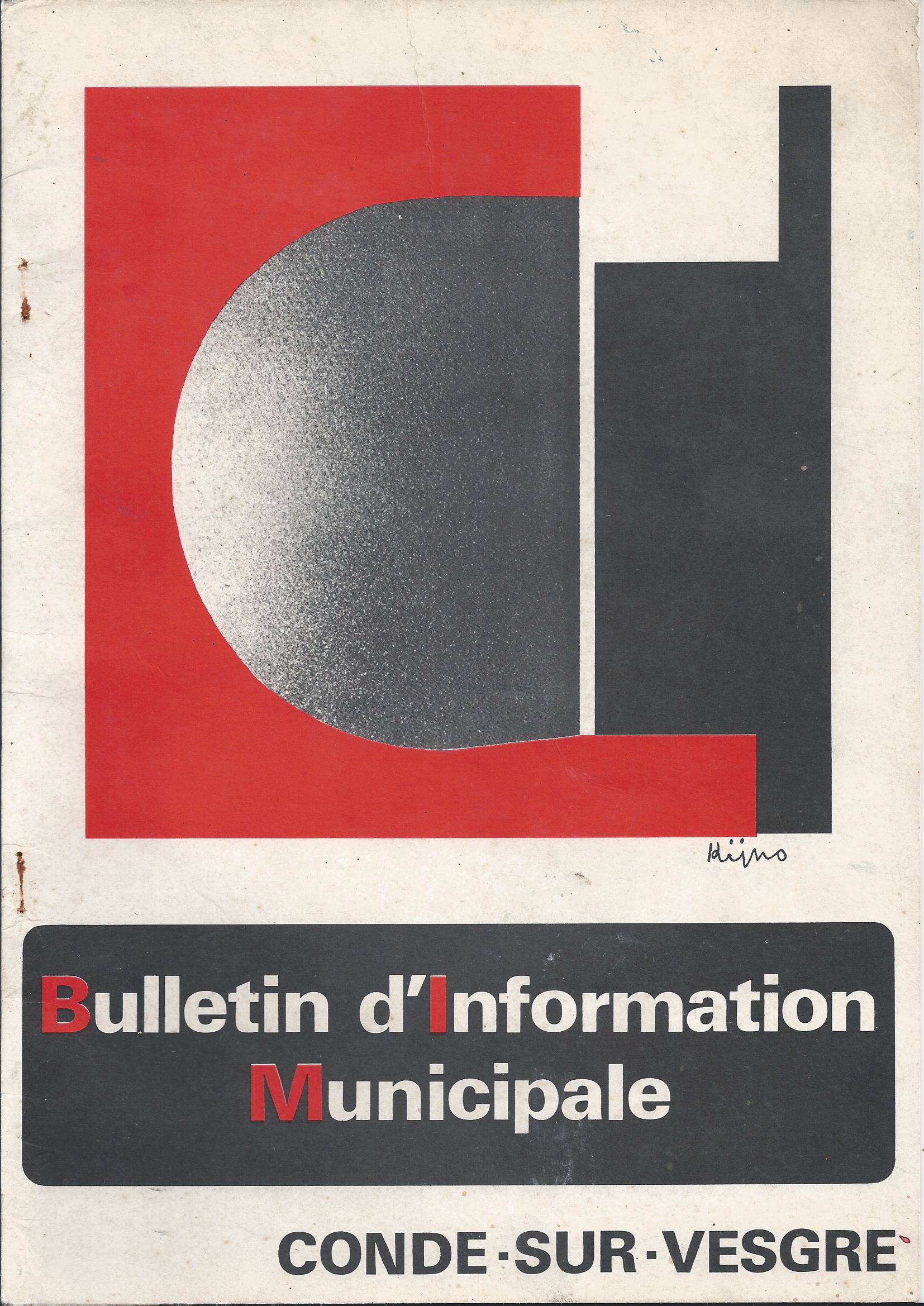
BIM 1972 - Kijno.

- Ladislas Kijno (1921-2012), peintre et plasticien né en 1921, s'installe en juin 1960[37] au centre du village de Condé-sur-Vesgre où il résidera environ 20 ans[38].
- Édith Piaf (1915-1963), chanteuse, possédait une maison au hameau du Hallier[39].
- Victor Considerant y fonde en 1832, avec un député de Seine-et-Oise, M. Baudet-Dulary, et un propriétaire rural, M. Devay, un phalanstère, actuellement nommé La Colonie.
- Guy Kerner (1922-1984), acteur français, est inhumé au cimetière de Condé-sur-Vesgre.
- Pierre-François Degeorges (1934-2003), ingénieur agronome, travaille d'abord au laboratoire de biologie du Centre d’études nucléaires de Saclay, puis abandonne la recherche scientifique en 1961 pour se consacrer exclusivement au journalisme. Il participe au grand raid en 1967.
- Mohammed ben Salmane, prince héritier saoudien, est propriétaire du Rouvray, un domaine de 250 hectares située à Condé-sur-Vesgre[40].
- Jean Alexandre Clair Arnaud de Clumanc (1734-1806). Prêtre à Condé en 1789. Sous la Révolution, il prête serment à la constitution le 14 octobre 1792[41], le 1er septembre 1795[42] , le 29 novembre 1795[43] et continue ainsi à baptiser, marier, enterrer. Sous la Terreur, alors que les églises ferment tour à tour, il devient jacobin, et ampute son nom pour se faire appeler Arnaud. Entre-temps, il se fait élire premier magistrat municipal de la commune. Lorsque le Consulat rétablit le culte catholique, il reprend sa place de curé. Il fut ainsi en même temps le curé et le premier maire de la commune[44]. Jean Alexandre Clair Arnaud de Clumanc, né le 1er mai 1734 à Thorame-Haute (04) de maître Jean Pierre Arnaud, notaire, conseigneur de Clumanc et de dame Clère Engelfred (mariés le 1er juin 1718 à Beauvezer), décède à Condé le 16 septembre 1806.

### Héraldique
| Blason de Condé-sur-Vesgre | Blason  | Palé d'or et de sinople; au chef d'azur semé de fleurs de lis d'or; à la barre ondée d'argent, chargée d'un' crosse de pourpre, brochant sur le tout et accompagnée d'une amphore de sable brochant en pointe. |
| Blason de Condé-sur-Vesgre | Détails | Le statut officiel du blason reste à déterminer. |